# BMX masculin aux Jeux olympiques d'été de 2016
Navigation
Londres 2012 Tokyo 2020
Le BMX masculin, épreuve de BMX des Jeux olympiques d'été de 2016, a lieu du 17 au 19 août 2016 au Centre olympique de BMX.

## Résultats

### Manche de répartition
| Rang | Cycliste           | Pays             | Temps    | Écart    |
| ---- | ------------------ | ---------------- | -------- | -------- |
| 1    | Joris Daudet       | France           | 34 s 617 | —        |
| 2    | David Graf         | Suisse           | 34 s 678 | +0 s 061 |
| 3    | Sam Willoughby     | Australie        | 34 s 714 | +0 s 097 |
| 4    | Connor Fields      | États-Unis       | 34 s 768 | +0 s 151 |
| 5    | Corben Sharrah     | États-Unis       | 34 s 893 | +0 s 276 |
| 6    | Twan van Gendt     | Pays-Bas         | 34 s 933 | +0 s 316 |
| 7    | Māris Štrombergs   | Lettonie         | 34 s 953 | +0 s 336 |
| 8    | Niek Kimmann       | Pays-Bas         | 35 s 070 | +0 s 453 |
| 9    | Nicholas Long      | États-Unis       | 35 s 088 | +0 s 471 |
| 10   | Liam Phillips      | Grande-Bretagne  | 35 s 095 | +0 s 478 |
| 11   | Amidou Mir         | France           | 35 s 248 | +0 s 631 |
| 12   | Yoshitaku Nagasako | Japon            | 35 s 286 | +0 s 669 |
| 13   | Bodi Turner        | Australie        | 35 s 333 | +0 s 716 |
| 14   | Carlos Oquendo     | Colombie         | 35 s 341 | +0 s 724 |
| 15   | Luis Brethauer     | Allemagne        | 35 s 379 | +0 s 762 |
| 16   | Renato Rezende     | Brésil           | 35 s 404 | +0 s 787 |
| 17   | Jelle van Gorkom   | Pays-Bas         | 35 s 413 | +0 s 796 |
| 18   | Tory Nyhaug        | Canada           | 35 s 422 | +0 s 805 |
| 19   | Carlos Ramírez     | Colombie         | 35 s 423 | +0 s 806 |
| 20   | Anthony Dean       | Australie        | 35 s 445 | +0 s 828 |
| 21   | Kyle Evans         | Grande-Bretagne  | 35 s 776 | +1 s 159 |
| 22   | Jérémy Rencurel    | France           | 35 s 884 | +1 s 267 |
| 23   | Jefferson Milano   | Venezuela        | 35 s 945 | +1 s 328 |
| 24   | Niklas Laustsen    | Danemark         | 36 s 199 | +1 s 582 |
| 25   | Trent Jones        | Nouvelle-Zélande | 36 s 331 | +1 s 714 |
| 26   | Kyle Dodd          | Afrique du Sud   | 36 s 545 | +1 s 837 |
| 27   | Alfredo Campo      | Équateur         | 36 s 463 | +1 s 846 |
| 28   | Tore Navrestad     | Norvège          | 36 s 484 | +1 s 867 |
| 29   | Gonzalo Molina     | Argentine        | 36 s 860 | +2 s 243 |
| 30   | Evgeny Komarov     | Russie           | 36 s 958 | +2 s 341 |
| 31   | Toni Syarifudin    | Indonésie        | 40 s 975 | +6 s 358 |
| 32   | Edžus Treimanis    | Lettonie         | Abd      | Abd      |

### Quarts de finale

#### Série 1
| Place | Cycliste         | 1re manche | 1re manche | 2e manche      | 2e manche | 3e manche      | 3e manche | Total | Notes |
| Place | Cycliste         | Temps      | Rang       | Temps          | Rang      | Temps          | Rang      | Total | Notes |
| ----- | ---------------- | ---------- | ---------- | -------------- | --------- | -------------- | --------- | ----- | ----- |
| 1     | Jelle van Gorkom | 35 s 101   | 1          | 35 s 872       | 1         | 36 s 680       | 4         | 6     | Q     |
| 2     | Trent Jones      | 35 s 455   | 3          | 35 s 561       | 2         | 36 s 173       | 2         | 7     | Q     |
| 3     | Nicholas Long    | 35 s 730   | 5          | 40 s 046       | 4         | 35 s 331       | 1         | 10    | Q     |
| 4     | Niek Kimmann     | 35 s 725   | 4          | 1 min 47 s 485 | 7         | 36 s 431       | 3         | 14    | Q     |
| 5     | Edžus Treimanis  | 36 s 022   | 7          | 37 s 619       | 3         | 37 s 379       | 5         | 15    |       |
| 6     | Joris Daudet     | 35 s 434   | 2          | DNF            | 8         | DNF            | 8         | 18    |       |
| 7     | Niklas Laustsen  | 36 s 965   | 8          | 44 s 351       | 5         | 41 s 942       | 6         | 19    |       |
| 8     | Renato Rezende   | 35 s 970   | 6          | 1 min 19 s 255 | 6         | 1 min 44 s 597 | 7         | 19    |       |

#### Série 2
| Place | Cycliste         | 1re manche     | 1re manche | 2e manche      | 2e manche | 3e manche | 3e manche | Total | Notes |
| Place | Cycliste         | Temps          | Rang       | Temps          | Rang      | Temps     | Rang      | Total | Notes |
| ----- | ---------------- | -------------- | ---------- | -------------- | --------- | --------- | --------- | ----- | ----- |
| 1     | Tory Nyhaug      | 35 s 958       | 1          | 35 s 035       | 1         | 38 s 754  | 2         | 4     | Q     |
| 2     | Luis Brethauer   | 37 s 386       | 2          | 36 s 234       | 2         | 39 s 384  | 3         | 7     | Q     |
| 3     | Jefferson Milano | 41 s 709       | 3          | 36 s 296       | 3         | 40 s 894  | 6         | 12    | Q     |
| 4     | David Graf       | 2 min 54 s 204 | 7          | 1 min 14 s 051 | 6         | 38 s 390  | 1         | 14    | Q     |
| 5     | Māris Štrombergs | 1 min 36 s 876 | 6          | 44 s 376       | 4         | 39 s 554  | 4         | 14    |       |
| 6     | Kyle Dodd        | 42 s 683       | 4          | 50 s 545       | 5         | 39 s 959  | 5         | 14    |       |
| 7     | Toni Syarifudin  | 45 s 325       | 5          | 1 min 21 s 149 | 7         | DNS       | 10        | 22    |       |
| 8     | Liam Phillips    | DNF            | 8          | DNS            | 10        | DNS       | 10        | 28    |       |

#### Série 3
| Place | Cycliste        | 1re manche     | 1re manche | 2e manche | 2e manche | 3e manche      | 3e manche | Total | Notes |
| Place | Cycliste        | Temps          | Rang       | Temps     | Rang      | Temps          | Rang      | Total | Notes |
| ----- | --------------- | -------------- | ---------- | --------- | --------- | -------------- | --------- | ----- | ----- |
| 1     | Sam Willoughby  | 35 s 877       | 1          | 35 s 130  | 1         | 35 s 152       | 1         | 3     | Q     |
| 2     | Carlos Oquendo  | 37 s 728       | 3          | 35 s 607  | 3         | 35 s 699       | 3         | 9     | Q     |
| 3     | Twan van Gendt  | 1 min 46 s 311 | 6          | 35 s 293  | 2         | 35 s 217       | 2         | 10    | Q     |
| 4     | Carlos Ramírez  | 37 s 054       | 2          | 36 s 181  | 5         | 36 s 020       | 4         | 11    | Q     |
| 5     | Jérémy Rencurel | 40 s 894       | 4          | 35 s 927  | 4         | 1 min 30 s 329 | 6         | 14    |       |
| 6     | Evgeny Komarov  | 41 s 584       | 5          | 40 s 430  | 6         | 39 s 770       | 5         | 16    |       |
| 7     | Amidou Mir      | DNF            | 8          | DNS       | 10        | DNS            | 10        | 28    |       |
| 8     | Alfredo Campo   | DNF            | 8          | DNS       | 10        | DNS            | 10        | 28    |       |

#### Série 4
| Place | Cycliste           | 1re manche | 1re manche | 2e manche | 2e manche | 3e manche | 3e manche | Total | Notes |
| Place | Cycliste           | Temps      | Rang       | Temps     | Rang      | Temps     | Rang      | Total | Notes |
| ----- | ------------------ | ---------- | ---------- | --------- | --------- | --------- | --------- | ----- | ----- |
| 1     | Anthony Dean       | 35 s 934   | 2          | 34 s 994  | 1         | 35 s 193  | 1         | 4     | Q     |
| 2     | Connor Fields      | 35 s 191   | 1          | 35 s 761  | 4         | 35 s 601  | 3         | 8     | Q     |
| 3     | Corben Sharrah     | 36 s 213   | 4          | 35 s 558  | 3         | 35 s 447  | 2         | 9     | Q     |
| 4     | Gonzalo Molina     | 36 s 078   | 3          | 35 s 412  | 2         | 36 s 122  | 5         | 10    | Q     |
| 5     | Bodi Turner        | 39 s 094   | 6          | 42 s 436  | 8         | 35 s 721  | 4         | 18    |       |
| 6     | Tore Navrestad     | 42 s 105   | 8          | 35 s 904  | 5         | 36 s 715  | 6         | 19    |       |
| 7     | Kyle Evans         | 37 s 230   | 5          | 40 s 351  | 7         | 37 s 203  | 7         | 19    |       |
| 8     | Yoshitaku Nagasako | 41 s 455   | 7          | 39 s 258  | 6         | 47 s 041  | 8         | 21    |       |

### Demi-finales

#### Demi-finale 1
| Place | Cycliste         | 1re manche | 1re manche | 2e manche | 2e manche | 3e manche      | 3e manche | Total | Notes |
| Place | Cycliste         | Temps      | Rang       | Temps     | Rang      | Temps          | Rang      | Total | Notes |
| ----- | ---------------- | ---------- | ---------- | --------- | --------- | -------------- | --------- | ----- | ----- |
| 1     | Anthony Dean     | 35 s 243   | 1          | 34 s 901  | 1         | 34 s 832       | 1         | 3     | Q     |
| 2     | Jelle van Gorkom | 35 s 337   | 2          | 35 s 615  | 6         | 35 s 038       | 3         | 11    | Q     |
| 3     | Carlos Ramírez   | 35 s 537   | 3          | 35 s 261  | 3         | 42 s 706       | 5         | 11    | Q     |
| 4     | Nicholas Long    | 35 s 858   | 5          | 35 s 450  | 5         | 34 s 921       | 2         | 12    | Q     |
| 5     | Corben Sharrah   | 36 s 289   | 6          | 35 s 164  | 2         | 35 s 352       | 4         | 12    |       |
| 6     | Carlos Oquendo   | 35 s 740   | 4          | 35 s 420  | 4         | 55 s 966       | 6         | 14    |       |
| 7     | David Graf       | 45 s 335   | 8          | 36 s 057  | 7         | 2 min 10 s 243 | 7         | 22    |       |
| 8     | Luis Brethauer   | 36 s 400   | 7          | 36 s 230  | 8         | DNF            | 8         | 23    |       |

#### Demi-finale 2
| Place | Cycliste         | 1re manche     | 1re manche | 2e manche      | 2e manche | 3e manche | 3e manche | Total | Notes |
| Place | Cycliste         | Temps          | Rang       | Temps          | Rang      | Temps     | Rang      | Total | Notes |
| ----- | ---------------- | -------------- | ---------- | -------------- | --------- | --------- | --------- | ----- | ----- |
| 1     | Sam Willoughby   | 34 s 888       | 1          | 34 s 478       | 1         | 34 s 686  | 1         | 3     | Q     |
| 2     | Connor Fields    | 35 s 163       | 2          | 34 s 802       | 2         | 36 s 176  | 6         | 10    | Q     |
| 3     | Niek Kimmann     | 35 s 676       | 4          | 36 s 147       | 6         | 35 s 222  | 2         | 12    | Q     |
| 4     | Tory Nyhaug      | 36 s 714       | 6          | 35 s 025       | 3         | 35 s 640  | 3         | 12    | Q     |
| 5     | Twan van Gendt   | 35 s 905       | 5          | 35 s 732       | 5         | 35 s 663  | 4         | 14    |       |
| 6     | Gonzalo Molina   | 39 s 102       | 7          | 35 s 541       | 4         | 35 s 807  | 5         | 16    |       |
| 7     | Trent Jones      | 35 s 425       | 3          | 1 min 5 s 161  | 7         | 36 s 391  | 7         | 17    |       |
| 8     | Jefferson Milano | 1 min 56 s 976 | 8          | 1 min 14 s 157 | 8         | 38 s 018  | 8         | 24    |       |

### Finale
| Rang                                | Cycliste         | Temps    |
| ----------------------------------- | ---------------- | -------- |
| Médaille d'or, Jeux olympiques      | Connor Fields    | 34 s 642 |
| Médaille d'argent, Jeux olympiques  | Jelle van Gorkom | 35 s 316 |
| Médaille de bronze, Jeux olympiques | Carlos Ramírez   | 35 s 517 |
| 4                                   | Nicholas Long    | 35 s 522 |
| 5                                   | Tory Nyhaug      | 35 s 674 |
| 6                                   | Sam Willoughby   | 36 s 625 |
| 7                                   | Niek Kimmann     | 36 s 579 |
| 8                                   | Anthony Dean     | DNF      |

DNF : N'a pas terminé
DNS : N'a pas pris le départ